# Erigone longipalpis meridionalis
Erigone longipalpis meridionalis Simon, 1926 è un ragno, sottospecie dell'E. longipalpis, appartenente alla famiglia Linyphiidae.

## Distribuzione
La sottospecie è diffusa in Inghilterra e Francia.

## Tassonomia
È stata osservata l'ultima volta nel 1926.